# Bello (Familienname)
Bello oder Bellò ist ein spanischer und italienischer Familienname.

## Namensträger
- Abdul Rasheed Bello (* 1977), nigerianischer Rapper, siehe JJC
- Ahmadu Bello (1909–1966), nigerianischer Politiker
- Aldo Bello (Autor) (1937–2011), italienischer Journalist und Schriftsteller
- Aldo Bello (* 1975), venezolanischer Hammerwerfer
- Ameerah Bello (* 1975), Leichtathletin der Amerikanischen Jungferninseln
- Andrés Bello (1781–1865), venezolanisch-chilenischer Diplomat, Rechtswissenschaftler, Philosoph, Philologe, Übersetzer und Dichter
- Ángel Bello (* 1951), argentinischer Bogenschütze
- Anthony Lo Bello (* 1947), US-amerikanischer Mathematiker und Mathematikhistoriker
- Antonio Bello (Bischof, 1935) (1935–1993), italienischer Theologe und Geistlicher, Bischof von Molfetta-Ruvo-Giovinazzo-Terlizzi
- António Mendes Bello (1842–1929), portugiesischer Geistlicher, Erzbischof von Lissabon
- Atanasio Bello Montero (1800–1876), venezolanischer Geiger, Dirigent, Operndirektor und Komponist
- Bernardo Bello (1933–2018), chilenischer Fußballspieler
- Carlos Bello (Fußballspieler) (1925–2001), argentinischer Fußballspieler
- Carlos Bello Otero (* 1966), mexikanischer Politiker
- Concetto Lo Bello (1924–1991), italienischer Fußballschiedsrichter
- Domingo Bello y Espinosa (1817–1884), spanischer Botaniker
- Duarte Manuel Bello (1921–1994), portugiesischer Segler
- Eduardo Bello (* 1995), argentinischer Rugbyspieler
- Elena Bellò (* 1997), italienische Mittelstreckenläuferin
- Emilio Bello (1868–1941), chilenischer Rechtsanwalt und Politiker, Präsident 1925
- Erika Bello (* 1972), italienische Ruderin
- Fernando Bello (Fußballspieler) (1911–??), argentinischer Fußballspieler und -trainer
- Fernando Bello (Segler, 1924) (1924–1995), portugiesischer Segler
- Fernando Bello (Segler, 1957) (* 1957), portugiesischer Segler
- Fernando Blas Bello (1910–1974), argentinischer Fußballspieler
- Fernando Lima Bello (1931–2021), portugiesischer Segler und Sportfunktionär
- Ferney Bello (* 1981), kolumbianischer Radrennfahrer
- Francisco Zapata Bello (* 1948), venezolanischer Komponist
- Frank Bello (* 1965),  US-amerikanischer Bassist
- George Bello (* 2002), US-amerikanischer Fußballspieler
- Heinz Bello (1920–1944), deutscher Märtyrer
- Huguette Bello (* 1950), französische Politikerin
- Inés Echeverría Bello (1868–1949), chilenische Schriftstellerin
- Javier Bello (* 2000), britischer Beachvolleyballspieler
- Joaquin Bello (* 1997), britischer Beachvolleyballspieler
- John De Bello, Regisseur unter anderem von Angriff der Killertomaten
- José Bello (1904–2008), spanischer Künstler und Unternehmer
- José Maria Bello (1880/85–1959), brasilianischer Jurist, Politiker und Schriftsteller
- Juan Carlos Bello (* 1949), peruanischer Schwimmer
- Maria Bello (* 1967), US-amerikanische Schauspielerin
- María de León Bello y Delgado (1643–1731), dominikanische Mystikerin
- Marco di Bello (* 1981), italienischer Fußballschiedsrichter
- Menachem Bello (* 1947), israelischer Fußballspieler
- Muhammad Bello (1781–1837), Sultan von Sokoto
- Nair Bello (1931–2007), brasilianische Schauspielerin
- Néstor Bello (1927–2007), chilenischer Fußballspieler
- Noël del Bello (1942–2024), französischer Autorennfahrer
- Pío Bello Ricardo (1921–2003), venezolanischer Geistlicher, Bischof von Los Teques
- Rafael Bello Peguero (1932–2022), dominikanischer Theologe
- Rafael Bello Ruiz (1926–2008), mexikanischer Geistlicher, Erzbischof von Acapulco
- Rafael Cabrera-Bello (* 1984), spanischer Golfer
- Ramón Medina Bello (* 1966), argentinischer Fußballspieler
- Sergio Bello (* 1942), italienischer Sprinter und Hürdenläufer
- Walden Bello (* 1945), philippinischer Soziologe
- Xuan Bello (1965–2025), spanischer Schriftsteller
- Yero Bello (* 1987), nigerianischer Fußballspieler

Fiktive Figuren:
- John Bello, eine Kunstfigur des deutschen Rappers Kool Savas (bürgerlich Savaş Yurderi, * 1975)